# Уайтинг, Чарли
Чарли Уа́йтинг (англ. Charlie Whiting; 12 августа 1952, Кент — 14 марта 2019, Мельбурн) — гоночный директор Формулы-1. Кроме того — делегат от FIA по безопасности, глава технического департамента Формулы-1, в чьи полномочия входили, в частности, управление всей логистикой на каждом Гран-при Формулы-1, инспекция всех гоночных болидов в боксах команд перед стартом каждой гонки, а также — управление стартовыми огнями: именно Чарли Уайтинг давал старт каждой гонке Формулы-1, иногда при этом серьёзно ошибаясь.

## Карьера
Чарли Уайтинг начал свою карьеру в автоспорте в качестве ассистента его старшего брата Ника, который в мастерской, расположенной рядом с гоночной трассой «Брэндс-Хэтч» (Англия), занимался подготовкой шоссейных и раллийных автомобилей.
В середине 1970-х годов братья устраиваются на работу в гоночную команду Surtees, выступающую в британской гоночной серии F5000, и с 1976 года начинают персонально работать с пилотом Surtees Дивиной Галицей.
В 1977 году Чарли Уайтинг начинает работать в гоночной команде Hesketh, которая базируется в местечке Easton Neston, расположенном рядом с гоночной трассой «Сильверстоун». После распада команды Hesketh Чарли Уайтинг переходит работать в команду Brabham, чья база была расположена в Weybridge, а владельцем команды был Берни Экклстоун. В Brabham Чарли Уайтинг проработает десять лет. В первые годы он занимает в команде должность главного механика, и при его непосредственном участии Нельсон Пике завоёвывает звание чемпиона мира Формулы-1 в сезонах 1981 и 1983 годов. Позднее руководством команды Чарли Уайтинг был повышен в должности — он становится главным инженером команды Brabham. А вот у его брата Ника дела идут не столь головокружительно. В то время как Чарли стал главным инженером топовой команды Формулы-1, Ник открывает магазин запчастей для гоночных машин, который располагается всё там же — около гоночный трассы «Брэндс-Хэтч», где братья вместе работали на заре автоспортивной карьеры Чарли Уайтинга. В 1990 году случилась трагедия — Ник Уайтинг был убит.
В 1988 году Чарли Уайтинг становится техническим делегатом FIA в Формуле-1, а с 1997 года он назначен гоночным директором и делегатом по безопасности Формулы-1.
Чарли Уайтинг умер 14 марта 2019 года в Мельбурне, причиной его смерти стала лёгочная эмболия.

## Гран-при США 2005 года
Во время Гран-при США 2005 года произошёл конфликт между Чарли Уайтингом и одним из поставщиков шин для Формулы-1 — французской шинной компанией Michelin, которая предоставила на гонку шины, небезопасные для использования на трассе в Индианаполисе. До старта гонки оставалось слишком мало времени и компания Michelin физически не успевала произвести новые шины (с учётом всех замечаний, озвученных Чарли Уайтингом) — для замены небезопасных шин, которые Michelin поставила перед этим Гран-при семи командам Формулы-1, чьим официальным поставщиком шин она являлась. Дирекция Michelin обратилась к Чарли Уайтингу с просьбой установить на трассе шикану в 13-м повороте, дабы трасса стала более безопасной для использования ранее поставленных на гонку шин Michelin. На эту просьбу Уайтинг ответил отказом, мотивировав это тем, что подобные действия будут несправедливы для других команд, которые не используют шины Michelin, и которые прошли квалификацию для участия в гонке на существующей конфигурации трассы.